# Кућни мир
Кућни мир подразумева склад и разумевање у породици. За поседовање кућног мира, најважнија је породица. Као што је срце живот за човека, тако је и здрава породица мир за све укућане.
Треба уложити све напоре како би ваша породица била духовно здрав. Мајка својим понашаењем и животом, треба да уноси мир у породицу, слагање и тишину. Све противречности са својим супругом, не треба јавно да приказује, тако се добија мир у породици. Ако је мир нарушен, не може се очекивати од деце да буду неприкосновено добра, јер ту недостаје љубав, мир и истина. 
Вапитање деце, вођење домаћинства и правилно уређење породичног живота, јесте заједнички посао супружници. Супруг је глава куће, а жена стуб, у таквој породици и међусобној сагласности, деца имају добро васпитање.

## Односи у породици
Отац је дужан да указује мајци дужну пажњу, а тако и она њему. Да би постојао мир, сваки члан породице мора у њој имати своје обавезе. Деци је дужност да поштују родитеље, али исто тако родитељи морају бити пример својој деци. Деца од својих раних година треба да се привикавају да и за свакодневне послове траже одобрење и благослов од оца и мајке. Дете треба да види однос између оца и мајке, како се саветују о својим пословима, да имају међусобно поверење о свему што раде. Љубав жене је приморава да се занима за мужевљеве бриге и да буде срећна када он тражи савет јер тако се још више зближавају. Ако је дан био успешан, они заједно деле радост са својим укућанима, а ако је био неуспешан, заједно требају да помогну да преброде непријатности и храбре једни друге.

## Васпитање деце
Родитељ свакодневно мора мислити о томе да не изгуби однос поверења и љубави свог детета. Родитељи требају да буду онакви каквим желе да виде своју децу, не на речима него на делима. Треба да уче своју децу на примеру свога живота. Истина и поверење доноси мир у породици. Неповерење и свађе које долазе показују и говоре о томе да блиска особа показује немоћ, због тога се треба трудити да тој особи не дамо повода за тако нешто. Мисли у глави које се свађају међусобно, када би успели да их у себи угасе као ватру разражљивости, када би могао да нестане комфликт у глави и да станеш пре него започнеш комуникацију, створило би сасвим једну другу слику односа који је могао да поквари све, јер суздржање и стрљивост, непотребни конфликт избацује. Виђањем таквог доброг понашања, деца уче временом и стварају свој потребан мир, који је виђен у њиховом окружењу. Научен кућни мир, дете преноси и на вршњаке у школи, међусобној игра, дружење.

## Пријатељи и породица
У сваком дому имамо и радо виђеног госта, који са собом може донети немир, нпр. бесни и виче. 
У оваквој ситуацији је потребно усмерити сву своју вољу и све своје снаге, да не бисмо, изражавајући се савременим речником „адекватно одговорили увредљивцу“, нпр. „Ето он ме је тако извређао, а ја њега још јаче“ Напротив, ми морамо да усмеримо сву вољу на то да угасимо бес, који се подиже у нама, и станемо на крај гневу, недозволивши да узме маха и наруши наш мир. Све оно што се изговори у бесу, на крају се може завршити стидом. Понекад се дешава да гост који је свратио у наш дом има пуно проблема, ту ми постајемо као његов својеврсни громобран, јер се баш на нас излију проблема тог човека.

## Помоћ у невољи
Пријатеља треба упутити и пренети му својан и туђа позитивна искуства, да се лошим понашањем или ружним речима, ништа не може решити, те га суочити са истином и подношењем ситуације реалном каква јесте. Треба се радовати сваком новом искуству, јер свако ново искуствено сазнање доноси нам поуку. Такав гост и пријатељ увек ће имати ослонац и радо ће свратити у ваш дом.

## Љубав у породичном дому
Веома важан елемент у породичном дому јесу односи међусобне љубави, не просто љубави, него култивисане љубави у свакодневном животу, испољавање исте речима и поступцима. Љубазност у кући, не формална, него искрена и природна. Радост и срећа су потребни исто онолико колико су биљкама потребни ваздух и сунчева светлост.
Најбогатије наследство дато деци јесте срећно детињство с нежним успоменама. То ће обасјати будуће дане, чуваће од искушења и помоћиће у суровој свакодневици живота, када деца напусте родитељски дом.